# Henrik von Scholten
Henrik von Scholten (3. november 1677 – 31. juli 1750) var en dansk general.
Henrik von Scholten var søn af general Jobst von Scholten af 1. ægteskab. Han blev født 3. november 1677, vistnok i Danmark.
Han blev 1695 fændrik ved prins Georgs Regiment, 1697 sekondløjtnant, 1700 premierløjtnant, 1701 kaptajn, 1704 forsat til Garden, 1710 major, 1712 oberstløjtnant, 1714 oberst for fynske nationale regiment, 1715 for prins Georgs, 1716 for fynske hvervede (til 1734), 1723 generalmajor, 1731 tillige drabanthauptmand (til 1740), 1734 chef for holstenske regiment (til 1736) og generalløjtnant, 1736 kommandant i Rendsborg, 1740 i København, 1742 virkelig general, 1749 chef for lollandske regiment, som han i forbindelse med kommandantskabet beholdt til sin død; ridder af Dannebrog 1729, af Elefanten 1749.
Scholten steg altså til de højeste poster og har vistnok i det hele været en dygtig og anset mand; men han hører ikke til dem, hvis navn i fremtrædende grad er knyttet til mindeværdige begivenheder i krig eller fred. Som ung tog han med de danske hjælpetropper 1701-14 del i den Spanske Arvefølgekrig og var med ved de berømteste slag og belejringer såsom slaget ved Blenheim 13. august 1704, han blev såret ved Malplaquet 1709, ligesom han senere tog del i den Store Nordiske Krigs sidste felttog i Pommern og Norge.
1734-36, under den polske Tronfølgekrig, var han atter kommanderet til udlandet med et dansk hjælpekorps, og da dettes chef, general Bernhard Joachim von Mørner, blev kaldt hjem, førte Scholten og generalløjtnant Friderich Ehrenfried Amthor korpset tilbage til Danmark.
1743 fik han overbefalingen over det korps, som blev mobiliseret på Sjælland, da Christian 6. i anledning af det svenske tronfølgespørgsmaal tænkte på at rykke ind i Sverige.
Fremdeles kan nævnes, at han har haft del i det bekendte Reglement für unsere geworbene und National-Infanterie, som Christian 6. lod udarbejde.
Scholten havde 13. august 1721 ægtet Louise Brockdorff (født 1700 d. 11. november 1744), datter af hofjægermester Gerhard Brockdorff til Ødstedgaard.
Han ejede Estrup og Skodborghus i Malt Herred.

## Ekstern henvisning
- Dansk biografisk lexikon, bind XV
- Stavtavle for slægten von Scholten